# Dysdera fedtschenkoi
Dysdera fedtschenkoi este o specie de păianjeni din genul Dysdera, familia Dysderidae, descrisă de Peter Mikhailovitch Dunin în anul 1992. Conform Catalogue of Life specia Dysdera fedtschenkoi nu are subspecii cunoscute.